# Cynosurus
Kamgras (Cynosurus) is een geslacht uit de grassenfamilie (Poaceae). De soorten komen voor in de hele wereld. Het geslacht werd door Carl Linnaeus vermeld in zijn Species plantarum uit 1753. 